# Horní Rožínka
Horní Rožínka település Csehországban, a Žďár nad Sázavou-i járásban. Horní Rožínka Rožná, Rozsochy, Rodkov, Blažkov és Zvole településekkel határos. Lakosainak száma 78 fő (2024. január 1.).

## Népesség
A település lakosságának változását az alábbi diagram mutatja:
| Lakosok száma | 213  | 194  | 151  | 116  | 124  | 100  | 78   | 76   | 80   | 78   |
|               | 1869 | 1890 | 1921 | 1950 | 1980 | 2001 | 2017 | 2019 | 2022 | 2024 |